# Hebræere
Hebræere var et folk i landet Kana'an, som svarer til det tidligere Palæstina/ det nuværende Israel. De boede på begge sider af Jordanfloden helt ned til Sinai-halvøen og kyststrækningerne i Syrien. Traditionelt er de kendt som forfædre til israelitterne. De er klassificeret som jøder og følger de samme skikke.